# Forte di Jamrud

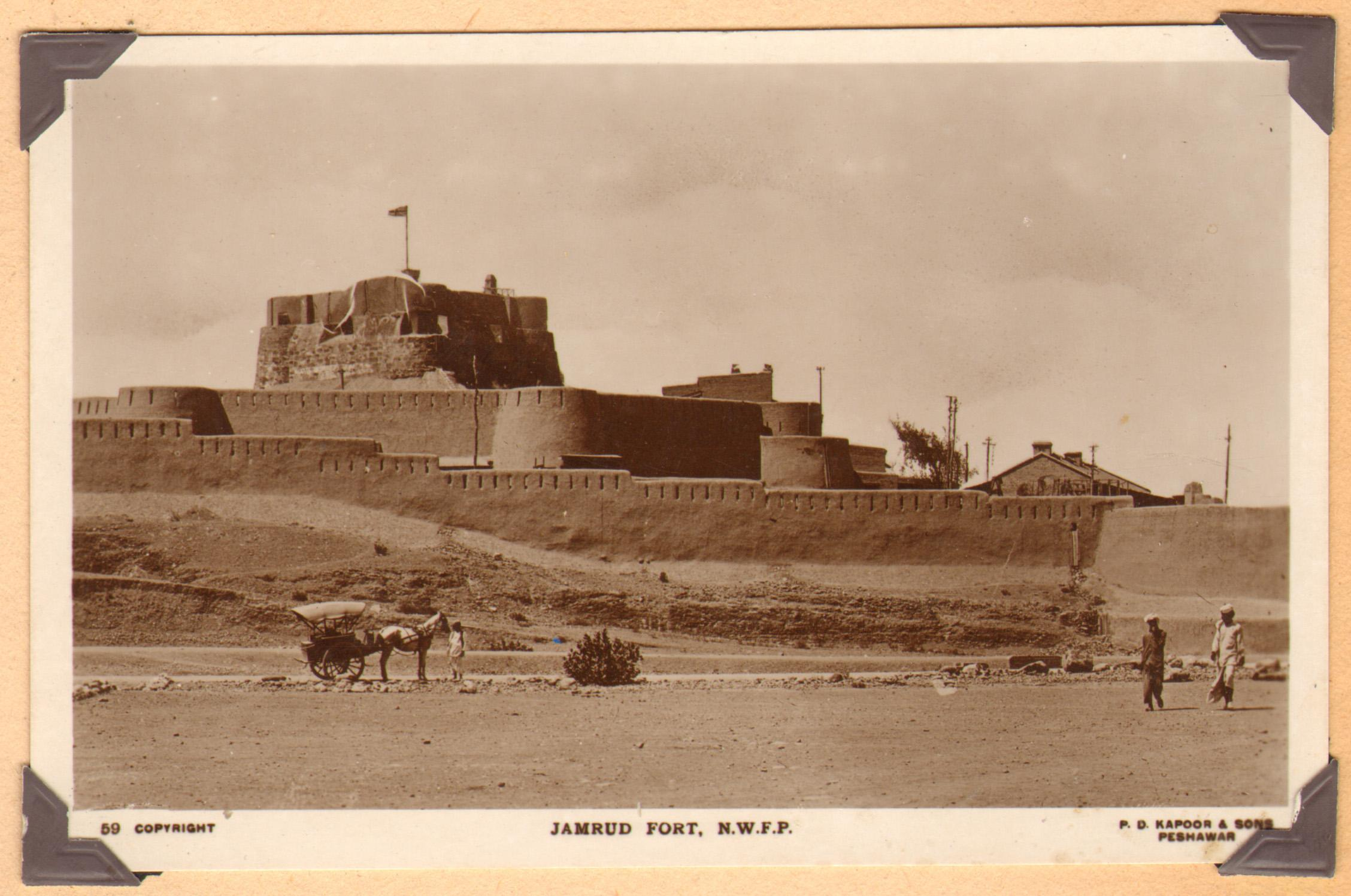
Il forte di Jamrud, 1910 circa

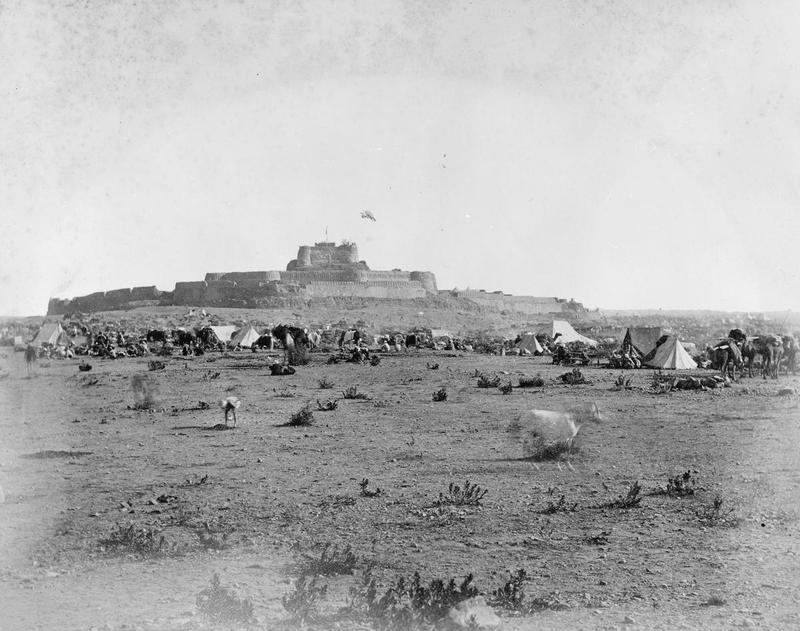
Il forte di Jamrud (Fatehgarh Fort) durante la seconda guerra anglo-afghana, 1878–1880

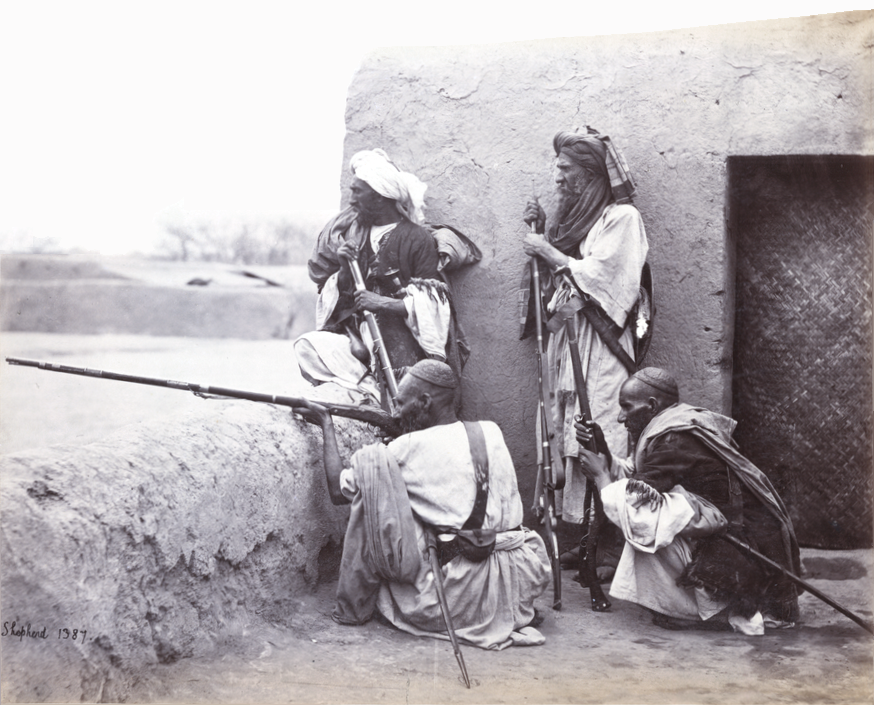
Afridi al forte di Jamrūd (1866), fotografia di Charles Shepherd. Il forte di Jamrūd era situato in posizione strategica all'ingresso orientale del Passo Khyber, nell'attuale Pakistan.

Il forte di Jamrūd si trova presso il Bab-e-Khyber, all'ingresso del Passo Khyber provenendo da Peshawar, nella provincia pakistana del Khyber Pakhtunkhwa.

## Storia
Nell'ottobre 1836 l'Impero Sikh sottrasse Jamrūd all'Impero Durrani e il sardar Hari Singh Nalwa (1791-1837) propose di costruirvi un grande forte. Anche se la proposta fu osteggiata, le fondamenta del forte furono poste da Hari Singh Nalwa il 18 dicembre 1836 e la costruzione fu completata in 54 giorni. Jamrud fu originariamente chiamata Fatehgarh, per commemorare la vittoria dei sikh sulle tribù disunite.
All'inizio del 1837, il nipote del maharaja Ranjit Singh, il principe Nau Nihal Singh, doveva sposarsi. Hari Singh Nalwa inviò le sue forze a Lahore per questa celebrazione. In quel periodo, Fast, un inglese precedentemente al servizio del governo dell'India britannica, passò da Jamrud diretto a Kabul. Durante il tragitto incontrò Wazir Akbar Khan, figlio di Dost Mohammad Khan. Quando Akbar Khan apprese che il forte di Jamrud non era protetto, decise di attaccarlo. Una battaglia tra afghani e sikh fu combattuta il 30 aprile 1837, con pesanti perdite per i sikh. Hari Singh Nalwa si rivolse a Ranjit Singh, chiedendogli di inviare in fretta i rinforzi da Lahore, ma la sua lettera non fu inoltrata al maharaja dai capi Dogra. I rinforzi non riuscirono ad arrivare in tempo e Nalwa perse la vita sul campo di battaglia. Quando arrivarono i rinforzi, i sikh riuscirono a tenere il forte e a costringere le forze afghane a ritirarsi a Kabul.